# 원웅재
원웅재(1972년 1월 16일 ~ )는 대한민국의 배우이다.

## 출연 작품

### 영화
- 2018년 《염력》 - 고참형사 역
- 2013년 《친구 2》 - 유식이 역
- 2013년 《전설의 주먹》 - 최관장 (과거) 역
- 2013년 《런닝맨》 - 최형사 역
- 2011년 《커플즈》 - 상두 역
- 2010년 《어쿠스틱》 - EP3.잠금해제 - 호프집 주인 역
- 2009년 《유감스러운 도시》 - 태수 역
- 2007년 《수》 - 고참 간부 A 역
- 2006년 《폭력써클》 - 깍두기 역
- 2006년 《두뇌유희 프로젝트, 퍼즐》 - 택시기사 역
- 2003년 《실미도》 - 상민 역
- 2003년 《지구를 지켜라!》 - 장 형사 역
- 2002년 《공공의 적》 - 목욕탕 사내 역
- 2001년 《세이 예스》 - 정비공 역
- 2000년 《아티스트》
- 2000년 《인터뷰》 - 욕하는 남자 역
- 1999년 《주유소 습격 사건》 - 야구 선수 역
- 1994년 《대통령의 딸》

### 드라마
- 2019년 tvN 《아스달 연대기》
- 2015년 tvN 《호구의 사랑》
- 2014년 MBC 《드라마 페스티벌 - 포틴》
- 2014년 KBS2 《감격시대》 - 고쿠보 대좌 역
- 2014년 KBS2 《KBS 드라마 스페셜 - 마귀 - 파발, 지옥을 달리다》
- 2013년 MBC 《불의 여신 정이》
- 2011년 MBC 《내 마음이 들리니》 - 빚쟁이 역
- 2004년 MBC 《12월의 열대야》 - 한수창 역
- 2003년 MBC 《회전목마》
- 2003년 MBC 《내 인생의 콩깍지》
- 2002년 SBS 《야인시대》
- 2002년 MBC 《내 이름은 공주》
- 2000년 KBS2 《성난 얼굴로 돌아보라》
- 1999년 KBS2 《학교》
- 1998년 SBS 《백야 3.98》
- 1998년 KBS2 《야망의 전설》